# Gerhart Lindner
Gerhart Lindner (* 9. September 1925 in Leipzig; † 20. Mai 2005 in Berlin) war ein deutscher Phonetiker und Hochschullehrer.

## Leben und Wirken
Nach dem Kriegsdienst und seiner Reifeprüfung 1946 in Büsum studierte Gerhart Lindner von 1947 bis 1949 Pädagogik an der Universität Leipzig. 1950 legte er dort die zweite Lehrerprüfung als Gehörlosenlehrer für Pädagogik und Psychologie ab. Von 1952 bis 1953 studierte er an der Humboldt-Universität zu Berlin Gehörlosenpädagogik und arbeitete an dieser Universität von 1952 bis 1957 als wissenschaftlicher Assistent. 1953 legte er das Staatsexamen für Gehörlosenpädagogik ab und promovierte 1955 zum Dr. paed. bei Reinhold Dahlmann. Ab 1958 war er an dieser Universität als Dozent für Phonetik und Hörgeschädigtenpädagogik tätig und habilitierte sich 1961. Von 1964 bis 1990 hatte er dann eine Professur für Phonetik an der Humboldt-Universität inne, zuletzt am dortigen Institut für Rehabilitationswissenschaften.
Seine Veröffentlichungen behandeln schwerpunktmäßig die Rehabilitations- und die Hörgeschädigtenpädagogik.

## Veröffentlichungen (Auswahl)
- Grundlagen der pädagogischen Audiologie (= Beiträge zum Sonderschulwesen. Bd. 15). Verlag Volk und Gesundheit, Berlin 1966 (4. bearb. u. erw. Aufl. u.d.T.: Pädagogische Audiologie. Ein Lehrbuch zur Hörerziehung. Ullstein Mosby, Berlin 1992, ISBN 3-86126-501-X).
- Einführung in die experimentelle Phonetik. Hueber, München 1969.
- Der Sprechbewegungsablauf. Eine phonetische Studie des Deutschen (= Sammlung Akademie-Verlag. Bd. 33). Akademie-Verlag, Berlin 1975.
- (Mitautor): Einführung in die Sprechwissenschaft. 3., überarb. Auflage. Bibliographisches Institut, Leipzig 1982.
- (Mitarb.): Jürgen Wendler/Wolfram Seidner: Lehrbuch der Phoniatrie. Thieme, Leipzig 1977 (2. überarb. Aufl. 1987, ISBN 3-7404-0004-8).
- Hören und Verstehen. Phonetische Grundlagen der auditiven Lautsprachperzeption (= Sammlung Akademie-Verlag. Bd. 40). Akademie-Verlag, Berlin 1977.
- Grundlagen und Anwendung der Phonetik (= Sammlung Akademie-Verlag. Bd. 36). Akademie-Verlag, Berlin 1981.
- (Mitautor): Klaus-Peter Becker u. a.: Rehabilitative Spracherziehung (= Beiträge zum Sonderschulwesen und zur Rehabilitationspädagogik. Bd. 31). Verlag Volk und Gesundheit, Berlin 1983.
- (Mitautor): Klaus-Peter Becker u. a.: Rehabilitationspädagogik. 2., überarb. Auflage. (= Beiträge zum Sonderschulwesen und zur Rehabilitationspädagogik. Bd. 29). Verlag Volk und Gesundheit, Berlin 1984.
- Entwicklung von Sprechfertigkeiten bei gehörlosen Kindern. Volk und Wissen Verlag, Berlin 1984 (2. bearb. u. erw. Aufl. u.d.T.: Entwicklung von Sprechfertigkeiten bei gehörlosen, schwerhörigen, stammelnden, geistig behinderten und Spaltkindern. Luchterhand, Neuwied 1994, ISBN 3-472-00978-0).
- (Mitautor): Gerda Siepmann u. a.: Rehabilitationspädagogik für schulbildungsfähige intellektuell Geschädigte (= Beiträge zum Sonderschulwesen und zur Rehabilitationspädagogik. Bd. 46). Verlag f. Volk u. Gesundheit, Berlin 1986.
- (Mitautor): Karl-Heinz Poehle u. a.: Rehabilitationspädagogik für Hörgeschädigte. 2., überarb. Auflage. (= Beiträge zum Sonderschulwesen und zur Rehabilitationspädagogik. Bd. 42). Verlag f. Volk u. Gesundheit, Berlin 1990, ISBN 3-333-00453-4.
- Artikulation im technischen Zeitalter. Eine polysensorisch fundierte Hör-Sprach-Erziehung für hörgeschädigte Kinder. Luchterhand, Neuwied 1997, ISBN 3-472-02653-7.
- Absehen - der andere Weg zum Sprachverstehen. Eine Anleitung zum Gespräch für schwerhörig gewordene Menschen. Luchterhand, Neuwied 1999, ISBN 3-472-03913-2.

Festschrift
- Annette Leonhardt, Dieter Mehnert (Hrsg.): Begegnungen. Festschrift zum 70. Geburtstag von Gerhart Lindner (= Hörgeschädigtenpädagogik, Beiheft. Bd. 36). Groos, Heidelberg 1995, ISBN 3-87276-734-8.